# Дипломатическая разведка
Дипломатическая разведка — разведывательная деятельность, осуществляемая дипломатическими ведомствами в интересах государства или организации, которое они представляют.
Особый вид легальной стратегической разведки, которая предполагает сбор сведений в политической, экономической, социальной и военной сферах страны, где аккредитовано дипломатическое представительство.
Сведения, полученные дипломатической разведкой влияют на выработку политики государства. Дипломатическая разведка является важнейшим каналом легального получения разнообразной информации о стране, где пребывают дипломатические представительства — посольства и консульства.
Сбор, систематизация и первичный анализ разведывательной информации, собранной посредством дипломатической деятельности вменяется в обязанность дипломатическим представителям и имеет характер регулярных ежедневных, еженедельных и иных хронологически обусловленных отчётов из страны пребывания. Важным компонентом дипломатической разведки является личный анализ полученных сведений, осуществляемый дипломатическим представителем непосредственно в стране пребывания как реакция на текущее положение дел в разведываемой сфере — политике, экономике, социальном положении и иных сферах, представляющих интерес для государства или организации, разместившей дипломатическое представительство. Как правило, внутри дипломатического представительства традиционно разведывательные функции делятся между чиновниками гражданского ведомства и военным атташе, который является кадровым офицером армии, авиации или флота. Следовательно, военный атташе осуществляет разведывательную деятельность в интересах военного ведомства и сосредотачивает усилия на разведывании военного потенциала страны пребывания.
Дипломатические каналы нередко используются противоборствующей стороной для дезинформации противника.
В Российской Федерации дипломатическую разведку осуществляет Министерство иностранных дел. Через атташат — Корпус военных атташе, куда могут входить представители родов войск — военно-дипломатическую разведку в своих целях осуществляют военные ведомства, часто — Генеральные штабы вооружённых сил.
Изучение ситуации в стране пребывания и информирование об этом своего правительства — одна из конвенциональных и важнейших функций дипломатического представительства. Цели информационно-аналитической работы дипломатов определяет их правительство. Как правило, цели соответствуют национальным интересам, стратегии внешней политики и практическим запросам государства. Конкретные задачи для каждого дипломата, дипломатического представительства и консульского учреждения формируются с учётом целей внешней политики и актуальных потребностей государства.

## Цель дипломатической разведки
В области разведывательной деятельности целью дипломатии является легальная внешняя политическая разведка. Дипломатия традиционно осуществляет политическую разведку за пределами своей страны в силу вменяемых ей государством обязанностей и исторически сложившихся норм международного права. 
Дипломатия является важнейшим и неотъемлемым элементом архитектуры современного государства, который участвует в формировании национальной политики, в том числе и на основе внешнеполитической информации, получаемой по дипломатическим каналам.
Традиционно и оправданно дипломат с культурной и этической точек зрения никогда не обозначается как разведчик. Широкая осведомленность и глубокие знания в области политической жизни государства, где аккредитован и пребывает дипломат, является его служебной обязанностью.
Дипломат не разведчик. Дипломат — хорошо осведомленное лицо.
Информационно-аналитическая работа всегда рассматривалась как одна из важнейших среди функций внешнеполитических служб. Ведущее место в работе дипломатических представительств занимает сбор, обработка, анализ и доклад в Министерство иностранных дел информации об обстановке и событиях, происходящих в стране пребывания и  регионе, где страна расположена, об отношении страны пребывания к основным проблемам, волнующим мировое сообщество.

## Лица, осуществляющие дипломатическую разведку
Лица, осуществляющие дипломатическую разведку:
- Дипломаты гражданского ведомства, обычно кадровые сотрудники министерства иностранных дел. В США — сотрудники Государственного департамента.
- Атташе или военные дипломаты, обычно офицеры Генерального штаба или аналогичного военного ведомства
- Сотрудники специализированных разведывательных структур, работающих под «дипломатическим прикрытием»
- Лица, получившие особый дипломатический статус в стране пребывания как например «личный посланник» или «представитель президента» или правительства